# 艾米麗·赫茲·漢森
艾米麗·赫茲·漢森（丹麥語：Amalie Hertz Hansen，1997年6月30日—），丹麥女子羽毛球運動員。

## 簡歷
2015年1月，艾米麗·赫茲·漢森出戰冰島羽毛球國際賽，與迪特·瑟比·汉森合作打進女子雙打比賽四強。

## 主要比賽成績
只列出曾進入準決賽的國際賽事成績：
| 年份   | 賽事               | 公開賽級別 | 項目     | 拍檔                 | 成績   |
| ------ | ------------------ | ---------- | -------- | -------------------- | ------ |
| 2015年 | 冰島羽毛球國際賽   | 國際系列賽 | 女子單打 | －                   | 準決賽 |
| 2015年 | 冰島羽毛球國際賽   | 國際系列賽 | 女子雙打 | 迪特·瑟比·汉森       | 準決賽 |
| 2015年 | 荷蘭羽毛球國際賽   | 國際系列賽 | 女子雙打 | 伊琳娜·阿美莱·安德森 | 準決賽 |
| 2016年 | 希臘羽毛球公開賽   | 國際系列賽 | 女子單打 | －                   | 準決賽 |
| 2016年 | 芬蘭羽毛球國際賽   | 國際系列賽 | 女子雙打 | 希雅·埃米莉·伯格     | 準決賽 |
| 2018年 | 捷克羽毛球國際賽   | 國際系列賽 | 女子單打 | －                   | 亞軍   |
| 2018年 | 希臘羽毛球公開賽   | 國際系列賽 | 女子單打 | －                   | 準決賽 |
| 2019年 | 葡萄牙羽毛球國際賽 | 國際系列賽 | 女子單打 | －                   | 準決賽 |

| 2007-2017年 | 首要超級賽 | 超級賽 | 黃金大獎賽 | 大獎賽 | 國際挑戰賽 | 國際系列賽 | 未來系列賽 | 其他 |

| 2018-2026年 | 總決賽 | 超級1000賽 | 超級750賽 | 超級500賽 | 超級300賽 | 超級100賽 | 國際挑戰賽 | 國際系列賽 | 未來系列賽 | 其他 |